# بنزوتیازین
بنزوتیازین (به انگلیسی: Benzothiazine) با فرمول شیمیایی C8H7NS یک ترکیب شیمیایی با شناسه پاب‌کم 7276 است. که جرم مولی آن ۱۴۹٫۲۱۲۸۸ گرم بر مول می‌باشد. 